# Nokia E90 Communicator
Nokia E90 Communicator je pametni telefon podjetja Nokia in trenutno zadnji iz serije Communicator. Prvič je bil predstavljen javnosti februarja 2007 na 3GSM showu v Barceloni.
E90 je peta generacija Nokijinih komunikatorjev in predstavlja novo platformo za linijo komunikatorjev Nokia Series 60 v3. Prejšnji komunikatorji so imeli operacijski sistem GeOS ali Series 80. E90 je prav tako prvi Nokijin komunikator, ki je povezljiv preko UMTS/HSDPA in ima vgrajen GPS sprejemnik. Aparat uporablja OSGi ter eRCP, Eclipse RCP za delovanje sistema.